# Laura Vandervoort

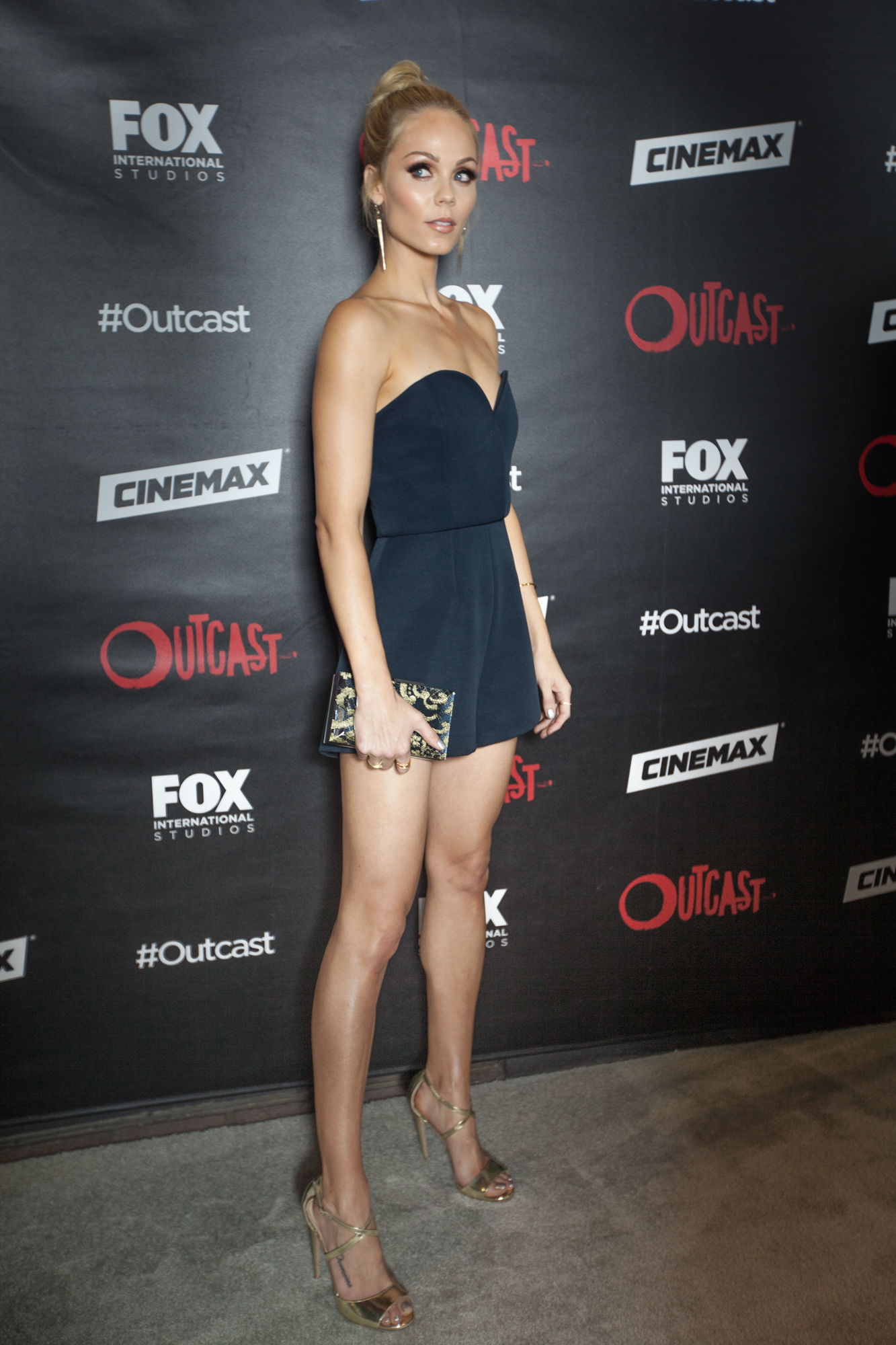
Laura Vandervoort (2015)

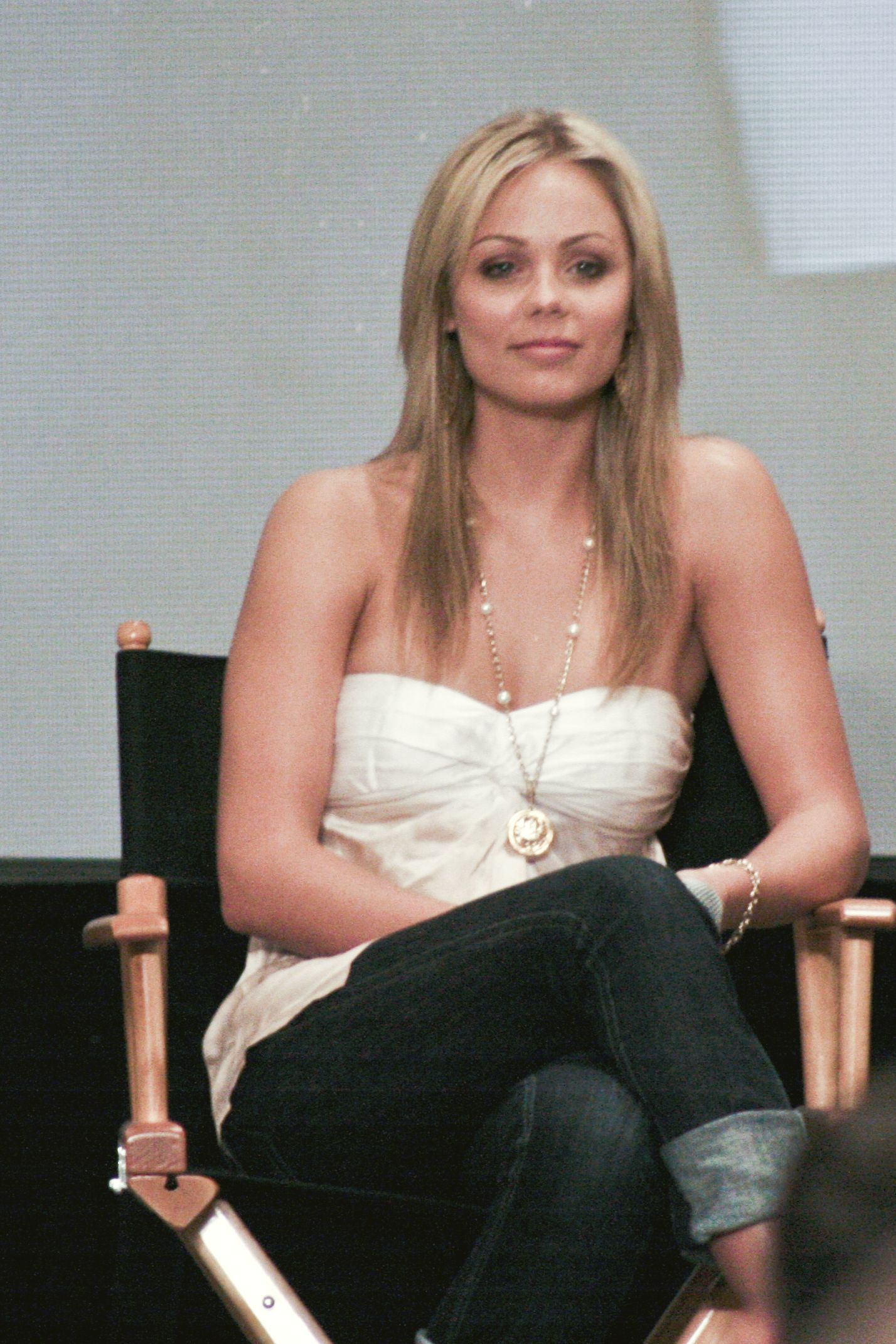
Laura Vandervoort (2008)

Laura Dianne Vandervoort (ur. 22 września 1984 w Toronto) – kanadyjska aktorka.

## Życiorys
W wieku siedmiu lat zaczęła uczęszczać na lekcje karate, a w wieku szesnastu lat otrzymała czarny pas drugiego stopnia. Jej kariera aktorska rozpoczęła się gdy miała 13 lat. Do aktorstwa zachęcił ją film Moja dziewczyna (My Girl), który dostała od swojej cioci. Po kilku lekcjach aktorstwa i pracy jako statystka w Droga do Avonlea (Road to Avonlea) i Harriet szpieg (Harriet the Spy), dostała pierwszą rolę mówioną w kanadyjskim serialu młodzieżowym Gęsia skórka (Goosebumps) i Czy boisz się ciemności? (Are You Afraid of the Dark?).
Po reklamach i gościnnych występach w wielu serialach i filmach Disneya, w wieku dziewiętnastu lat dostała jedną z głównych ról – Sadie Harrison – w serialu Gwiazda od zaraz (Instant Star); serial doczekał się czterech sezonów.
W 2007 roku zagrała w swoim pierwszym filmie pełnometrażowym Świadek bez pamięci (The Lookout) jako Kelly. W 2007 roku dostała także rolę w młodzieżowym serialu Tajemnice Smallville (Smallville) – jako Kara Kent czyli przyszła Supergirl.

## Filmografia
- 1997–1998: Gęsia skórka (Goosebumps) jako Nadine
- 1999: Penny’s Odyssey jako Tanya
- 2000: Życie do poprawki (Twice in a life time) jako Misty Reynolds
- 2000: Alley Cats Strike jako Lauren
- 2000: Czy boisz się ciemności? (Are You Afraid of the Dark?) jako Ashley Fox
- 2000: Randka z wampirem (Mom's Got a Date with a Vampire) jako Chelsea Hansen
- 2001: Pokolenie mutantów (Mutant X) jako Tina
- 2001: The Gavin Crawford Show jako dziewczyna
- 2004: Prom Queen: The Marc Hall Story jako młoda dziewczyna
- 2004: Doc jako Annis Bennington
- 2004–2008: Gwiazda od zaraz (Instant Star) jako Sadie Harrison
- 2005: 72 Hours: True Crime jako Leanne
- 2005: Falcon Beach jako Ashley
- 2005: Sue Thomas: Słyszące oczy FBI (Sue Thomas: F.B.Eye) jako Gabbie
- 2006: Troubled Waters jako Carolyn
- 2007: Akta Dresdena (The Dresden Files) jako Natalie
- 2007: Świadek bez pamięci (The Lookout) jako Kelly
- 2007: CSI: Kryminalne zagadki Las Vegas (CSI:Crime Scene Investigation) jako panna Tangiers
- 2007–2011: Tajemnice Smallville (Smallville) jako Kara Danvers / Supergirl, Brainiac
- 2009: Pod ścianą (Out of Control) jako Marcie Cutler; film TV
- 2009: Błękitna głębia 2: Rafa (Into the Blue 2: The Reef) jako Dani
- 2009: Jazzman (The Jazzman) jako Sara
- 2009: Skaza (Damage) jako Frankie
- 2009–2011: V: Goście jako Lisa
- 2010: Świat rzeki (Riverworld) jako Jessie Machalan
- 2011: Głowa rodziny (Family Guy) (głos)
- 2011: Idealny plan (The Entitled) jako Hailey Jones
- 2011: Spider-Man: Edge of Time jako Mary Jane Watson (głos); gra wideo
- 2011: Św. Mikołaj potrzebny od zaraz (Desperately Seeking Santa) jako Jennifer Walker
- 2012: A więc wojna (This Means War) jako Britta
- 2012: Broken Trust jako Sophie Anderson
- 2012: Ted jako Tanya
- 2012: Białe kołnierzyki (White Collar) jako Sophie Covington
- 2012: Gdzie jest pani Mikołajowa (Finding Mrs. Claus) jako Noelle
- 2012: Przystań (Haven) jako Arla Cogan
- 2013: CSI: Kryminalne zagadki Nowego Jorku (CSI: NY) jako Macy Sullivan
- 2013: Cubicle Warriors jako Jessica
- 2013–2014: Captain Canuck jako Bluefox (głos)
- 2014-2016: Bitten jako Elena Michaels
- 2014: Coffee Shop jako Donavan
- 2016: Supergirl jako Indigo
- 2017: Piła: Dziedzictwo jako Anna
- 2018: Ice jako Tessa
- 2019: Wściekłość (Rabid) jako Rose
- 2020: A Christmas Exchange jako Molly Cooper; film telewizyjny; Age of Dysphoria jako Fin
- 2021: Playing Cupid jako Kerri Fox; film telewizyjny